# ویلوبی تاکر، همیشه عاشقت خواهم بود
ویلوبی تاکر، همیشه عاشقت خواهم بود (به انگلیسی: Willoughby Tucker, I'll Always Love You) دومین آلبوم استودیویی از خواننده-ترانه‌پرداز و تهیه‌کنندهٔ موسیقی آمریکایی اتل کین می‌باشد که در ۸ اوت سال ۲۰۲۵ از سوی ناشر موسیقی مستقل وی تحت نام داوترز او کین منتشر گردید و پس از منحرفین (۲۰۲۵) دومین اثر او در سال جاری بود.